# Horní Dubenky
Horní Dubenky là một làng thuộc huyện Jihlava, vùng Vysočina, Cộng hòa Séc.